# طوق الخليل
طوق الخليل قرية سوريّة تتبع إداريّاً لمحافظة حلب منطقة منبج ناحية أبو كهف، بلغ تعداد سكانها 283 نسمة حسب التعداد السكاني لعام 2004.